# Шумилов, Вячеслав Фёдорович
Вячеслав Фёдорович Шумилов (23 февраля 1931 года, Тверь, РСФСР, СССР — 16 июля 2004 года, Вышний Волочёк, Тверская область, Россия) — советский и российский художник, народный художник Российской Федерации (1991).

## Биография
Родился 23 февраля 1931 года в Твери.
В 1945 году — окончил 7 классов средней школы № 6, в 1948 году — окончил Конаковское художественно-ремесленное училище.
В 1954 году — окончил Московское художественное училище Памяти 1905 года у В. Бакшеева, С. Григорьева, С. Костина.
С 1954 года — член Калининского отделения Художественного Фонда РСФСР и преподаватель детской художественной школы (1954—1957).
С 1957 года — член Союза художников СССР.
С 1983 по 1988 годы — являлся председателем правления Калининской организации Союза художников РСФСР, член зонального выставочного комбината «Юг Нечерноземья»; член ревизионной комиссии Союза художников СССР, с 1957 по 1983 годы — председатель художественного Совета Калининского отделения Художественного Фонда РСФСР, секретарь правления СХ РСФСР с 1987 года.
Вячеслав Фёдорович Шумилов умер 16 июля 2004 года.

## Память
В 2006 году — к 75-летию со дня рождения художника на здании Тверского Союза Художников была открыта памятная доска.

## Творческая деятельность
Работал в жанре тематической картины, портрета, пейзажа, излюбленный жанр — натюрморт.
Работал в области сельской тематики, в жанрах сюжетно-тематической картины, портрета, натюрморта, пейзажа, входил в круг художников «Академической дачи».
С 1952 года — участник областных, зональных, республиканских, всесоюзных (теперь всероссийских) выставок, показывал свои работы в Финляндии, США, Японии.
В 1985 и 1998 годах — провел персональные выставки в зале искусств Тверской областной библиотеки имени А. М. Горького, и несколько его картин украшают залы библиотеки в настоящее время.
Работы представлены в коллекциях Государственной Третьяковской галереи, Тверской областной картинной галереи, а также в музейных и частных собраниях в России и за рубежом.
Имел творческую мастерскую в Тверской области рядом с академической дачей художников имени И. Е. Репина.

## Награды
- Народный художник Российской Федерации (1991)
- Заслуженный художник РСФСР (1978)
- серебряная медаль Российской академии художеств (2001)